# Martin Meehan
Martin Meehan (1945 - 3 de novembro de 2007) foi um político do Sinn Féin e ex-voluntário no Exército Republicano Irlandês Provisório (IRA). Meehan foi a primeira pessoa a ser condenada por membro do IRA Provisório e passou dezoito anos na prisão durante os Conflitos na Irlanda do Norte.

## Biografia
Meehan nasceu em 1945 na Ardoyne área de Belfast na Irlanda do Norte. Seu pai havia sido preso por atividades republicanas na década de 1940. mas um de seus avôs foi morto lutando pelo Exército Britânico na Batalha do Somme na Primeira Guerra Mundial. Meehan deixou a escola aos 15 anos e começou a trabalhar nas docas de Belfast, e em 1966 tornou-se membro do Exército Republicano Irlandês.